# 149 км (зупинний пункт, Запорізька дирекція Придніпровської залізниці)
149 км — пасажирський залізничний зупинний пункт Запорізької дирекції залізничних перевезень Придніпровської залізниці. Розташований на лінії Федорівка — Нововесела між станцією Українська та роз'їздом 142 км. Розташований біля села Новоіванівка Мелітопольського району Запорізької області.